# Uspenka, Onufriivka
Uspenka (în ucraineană Успенка) este localitatea de reședință a comunei Uspenka din raionul Onufriivka, regiunea Kirovohrad, Ucraina.

## Demografie
Componența lingvistică a localității Uspenka
     Ucraineană (94,06%)
     Rusă (4,74%)
     Alte limbi (0,23%)
Conform recensământului din 2001, majoritatea populației localității Uspenka era vorbitoare de ucraineană (94,06%), existând în minoritate și vorbitori de rusă (4,74%).